# Just Add Water
 (décembre 2018).
Si vous disposez d'ouvrages ou d'articles de référence ou si vous connaissez des sites web de qualité traitant du thème abordé ici, merci de compléter l'article en donnant les références utiles à sa vérifiabilité et en les liant à la section « Notes et références ».
Pour les articles homonymes, voir Just Add Water (homonymie).
Just Add Water est un studio de développement de jeux vidéo fondé en 2006 et basé à Otley en Angleterre. Le studio est notamment chargé du portage et de la remasterisation en HD de plusieurs titres de la franchise Oddworld, développés initialement par Oddworld Inhabitants.

## Jeux développés
- Gravity Crash (2009) (PS3, PSP)
- Oddworld : la Fureur de l'étranger HD (2011) (PS3, PS Vita, Windows)
- Oddworld : l'Odyssée de Munch HD (2012) (PS3, PS Vita, Windows)
- Oddworld: New 'n' Tasty! (2014) (Linux, OS X, PS3, PS4, PS Vita, Windows, Wii U)
- Gravity Crash Ultra (2014) (PS Vita)